# Olárizu
Olárizu es un despoblado que actualmente forma parte del municipio de Vitoria, en la provincia de Álava, País Vasco (España).

## Toponimia
A lo largo de los siglos ha sido conocido con los nombres de Hollarnizu, Hollarruizi, Hollarruizu, Olharizu y Ollarnitzu.

## Historia
Documentado desde 1025 (Reja de San Millán), se desconoce cuándo se despobló.
Aparece descrito en el duodécimo volumen del Diccionario geográfico-estadístico-histórico de España y sus posesiones de Ultramar de Pascual Madoz con las siguientes palabras:

OLHARIZU: desp. en la hermandad de Vitoria, prov. de Alava. Se hace mencion del ant. pueblo de Ollarizu, en el catálogo que de los de esta prov. se formó en el siglo XI, existente en el archivo de San Millan, advirtiéndose en él ser uno de los l. pertenecientes á la merind. de Malizhasesa, y que contribuia á dicho monast. con dos rejas. Entre las ald. que en el año 1258 cedieron los caballeros de Alava al rey D. Alonso X, y este agregó á Vitoria, una de ellas fue Olharizu. En su térm. se conservó una casa con el nombre del antiguo pueblo, propia de aquella c., destinada para el ganado de sus provisiones, y una ermita con el título de Ntra. Sra. de Olharizu.
(Madoz, 1849, pp. 235-236)

## Estado actual
Actualmente sus tierras son conocidas con el nombre de Las campas de Olárizu y son un conjunto de prados que pasaron a ser parte del municipio de Vitoria.
Desde el siglo XIX en sus campas se celebra una romería popular en honor de la Virgen el lunes siguiente al 8 de septiembre. Además de sus campas y de la colina con el nombre de Santa Cruz, debido a que en su altiplanicie existía desde tiempos una cruz de madera, discurren múltiples caminos por lo que es una zona de paseo habitual situada a las afueras de la ciudad (Anillo Verde). Cercano al barrio de Adurza. En Olárizu se ubica el Centro de Estudios Ambientales (CEA) del ayuntamiento de la ciudad y el Jardín Botánico de Olárizu.